# Arroyo Rolón (Tacuarembó)
El Arroyo Ralón es un curso de agua uruguayo que atraviesa el departamento de Tacuarembó perteneciente a la cuenca hidrográfica del Río de la Plata.
Nace en la Cuchilla de Santo Domingo y desemboca en el Arroyo Malo tras recorrer alrededor de 34 km.
- Datos: Q5705871